# Grant Connell
Pour les articles homonymes, voir Connell.
Grant Connell, né le 17 novembre 1965 à Regina (Saskatchewan), est un joueur de tennis professionnel canadien qui fut classé no 1 mondial en double en novembre 1993.

## Carrière
Grant Connell a remporté 22 titres en double durant ses onze saisons de carrière sur l’ATP World Tour (de 1986 à 1997). C’est avec son compatriote Glenn Michibata qu’il gagna ses quatre premiers titres. Lorsque ce dernier prit sa retraite sportive, Connell fit équipe avec Patrick Galbraith. Ce tandem s’imposa dans douze tournois, remportant le Masters de double à Eindhoven en 1995.
Le partenaire suivant de Connell fut Byron Black, avec qui il remporta quatre titres supplémentaires. Il fit également équipe avec Todd Martin et Scott Davis. Il fut trois fois finaliste à Wimbledon avec trois partenaires différents : Michibata, Galbraith et Black. Il joua également la finale de l'Open d'Australie en 1990 avec Michibata.
Grant Connell a joué la Coupe Davis pour le Canada de nombreuses fois, pour un total de 15 victoires/6 défaites en double, et 8/3 en simple. Il faisait partie de l’équipe de 1991 et 1992 qui se qualifia pour la première fois dans le groupe mondial de cette épreuve.
Il a pris sa retraite sportive en 1997, et de février 2001 à juin 2004 a occupé le poste de capitaine de l’équipe de Coupe Davis du Canada qui s’est qualifiée pour la deuxième fois de son histoire dans le groupe mondial en septembre 2003.

## Parcours dans les tournois duGrand Chelem

### En simple
| Année | Open d'Australie | Open d'Australie | Internationaux de France | Internationaux de France | Wimbledon       | Wimbledon   | US Open         | US Open        |
| ----- | ---------------- | ---------------- | ------------------------ | ------------------------ | --------------- | ----------- | --------------- | -------------- |
| 1987  | 1er tour (1/64)  | T. Nelson        | —                        | —                        | —               | —           | —               | —              |
| 1988  | 1er tour (1/64)  | G. Forget        | —                        | —                        | 1er tour (1/64) | R. Krishnan | 2e tour (1/32)  | P. Aldrich     |
| 1989  | 2e tour (1/32)   | N. Kroon         | —                        | —                        | —               | —           | —               | —              |
| 1990  | 1er tour (1/64)  | G. Forget        | 1er tour (1/64)          | A. Rahunen               | 1er tour (1/64) | D. Visser   | 1er tour (1/64) | A. Agassi      |
| 1991  | 3e tour (1/16)   | M. Woodforde     | 1er tour (1/64)          | G. Muller                | 1er tour (1/64) | A. Agassi   | 1er tour (1/64) | J. Stoltenberg |
| 1992  | 1er tour (1/64)  | M. Zoecke        | 1er tour (1/64)          | C.-U. Steeb              | —               | —           | —               | —              |
| 1993  | —                | —                | —                        | —                        | —               | —           | —               | —              |
| 1994  | —                | —                | —                        | —                        | 3e tour (1/16)  | M. Chang    | —               | —              |

N.B. : à droite du résultat se trouve le nom de l'ultime adversaire.

### En double
| Année | Open d'Australie             | Open d'Australie           | Internationaux de France      | Internationaux de France   | Wimbledon                    | Wimbledon                      | US Open                       | US Open                    |
| ----- | ---------------------------- | -------------------------- | ----------------------------- | -------------------------- | ---------------------------- | ------------------------------ | ----------------------------- | -------------------------- |
| 1987  | 2e tour (1/16) C. Kennedy    | G. Muller T. Nelson        | —                             | —                          | 1er tour (1/32) L. Scott     | M. Anger G. Holmes             | 1er tour (1/32) D. Livingston | J. Letts P. Lundgren       |
| 1988  | 1/4 de finale G. Michibata   | A. Castle R. Saad          | 1er tour (1/32) P. Palandjian | J. Arias P. Canè           | 1/8 de finale G. Michibata   | J. Fitzgerald A. Järryd        | 1er tour (1/32) G. Michibata  | A. Kohlberg R. Van't Hof   |
| 1989  | 1/4 de finale G. Michibata   | R. Leach J. Pugh           | 1er tour (1/32) G. Michibata  | C. Pioline G. Raoux        | 1er tour (1/32) G. Michibata | S. Giammalva Jr G. Layendecker | 1er tour (1/32) G. Michibata  | L. Jensen D. Wheaton       |
| 1990  | Finale G. Michibata          | P. Aldrich D. Visser       | 1/8 de finale G. Michibata    | S. Casal E. Sánchez        | 1/4 de finale G. Michibata   | S. Kruger G. Van Emburgh       | 1/8 de finale G. Michibata    | P. Galbraith K. Jones      |
| 1991  | 1/8 de finale G. Michibata   | U. Riglewski M. Stich      | 1/2 finale G. Michibata       | J. Fitzgerald A. Järryd    | 1/2 finale G. Michibata      | J. Fitzgerald A. Järryd        | 2e tour (1/16) G. Michibata   | S. DeVries D. Macpherson   |
| 1992  | 1/8 de finale G. Michibata   | K. Jones R. Leach          | 2e tour (1/16) G. Michibata   | T. Carbonell F. Roig       | 2e tour (1/16) G. Michibata  | P. McEnroe J. Stark            | 1/8 de finale G. Michibata    | J. Grabb R. Reneberg       |
| 1993  | 2e tour (1/16) P. Galbraith  | S. Edberg J. Siemerink     | 1er tour (1/32) P. Galbraith  | J.-L. de Jager M. Ondruska | Finale P. Galbraith          | T. Woodbridge M. Woodforde     | 2e tour (1/16) P. Galbraith   | S. Davis C. van Rensburg   |
| 1994  | 1er tour (1/32) P. Galbraith | A. Kratzmann M. Kratzmann  | —                             | —                          | Finale P. Galbraith          | T. Woodbridge M. Woodforde     | 1er tour (1/32) P. Galbraith  | K. Jones M. Lucena         |
| 1995  | 2e tour (1/16) P. Galbraith  | D. Johnson K. Thorne       | 2e tour (1/16) P. Galbraith   | L. Jensen M. Jensen        | 1er tour (1/32) P. Galbraith | G. Forget J. Hlasek            | 1/2 finale P. Galbraith       | T. Woodbridge M. Woodforde |
| 1996  | 2e tour (1/16) B. Black      | M.-K. Goellner D. Prinosil | 2e tour (1/16) B. Black       | J. Palmer J. Stark         | Finale B. Black              | T. Woodbridge M. Woodforde     | 1er tour (1/32) B. Black      | S. Noteboom F. Wibier      |
| 1997  | —                            | —                          | —                             | —                          | 2e tour (1/16) S. Davis      | J. Knippschild J. Tarango      | 1/8 de finale D. Nestor       | W. Black J. Grabb          |

N.B. : le nom du ou de la partenaire se trouve sous le résultat ; le nom des ultimes adversaires se trouve à droite.

### En double mixte
| Année | Open d'Australie                | Open d'Australie             | Internationaux de France | Internationaux de France | Wimbledon | Wimbledon | US Open | US Open |
| ----- | ------------------------------- | ---------------------------- | ------------------------ | ------------------------ | --------- | --------- | ------- | ------- |
| 1997  | 2e tour (1/8) Lindsay Davenport | Irina Spîrlea Donald Johnson |                          |                          |           |           |         |         |

N.B. : le nom de la partenaire se trouve sous le résultat ; le nom des ultimes adversaires se trouve à droite.

## Participation aux Masters

### En double
| Année | Ville          | Surface         | Partenaire        | Résultats | Résultat final    |
| ----- | -------------- | --------------- | ----------------- | --------- | ----------------- |
| 1990  | Sanctuary Cove | Dur ext.        | Glenn Michibata   | 2v, 2d    | Demi-finaliste    |
| 1991  | Johannesburg   | Dur indoor      | Glenn Michibata   | 2v, 2d    | Demi-finaliste    |
| 1993  | Johannesburg   | Dur indoor      | Patrick Galbraith | 2v, 2d    | Demi-finaliste    |
| 1994  | Jakarta        | Dur indoor      | Patrick Galbraith | 1v, 2d    | Éliminé en poules |
| 1995  | Eindhoven      | Moquette indoor | Patrick Galbraith | 3v, 2d    | Vainqueur         |
| 1996  | Hartford       | Moquette indoor | Byron Black       | 3v, 1d    | Demi-finaliste    |

## Classements ATP

### En simple en fin de saison
| Année | 1984 | 1985 | 1986 | 1987 | 1988 | 1989 | 1990 | 1991 | 1992 | 1993 | 1994 | 1995 | 1996 | 1997 |
| Rang  | 555  | 570  | 191  | 123  | 134  | 94   | 93   | 82   | 182  | 946  | 318  | 713  | -    | 1366 |

### En double en fin de saison
| Année | 1984 | 1985 | 1986 | 1987 | 1988 | 1989 | 1990 | 1991 | 1992 | 1993 | 1994 | 1995 | 1996 | 1997 |
| Rang  | 758  | 724  | 217  | 96   | 32   | 48   | 10   | 10   | 27   | 1    | 7    | 5    | 3    | 98   |

### Périodes au rang de numéro un mondial en double
| Précédés par    | Dates                   | Suivis par    | Nombre de semaines | Cumul |
| --------------- | ----------------------- | ------------- | ------------------ | ----- |
| Todd Woodbridge | 15/11/1993 - 30/01/1994 | Paul Haarhuis | 11                 | 11    |
| Paul Haarhuis   | 07/03/1994 - 20/03/1994 | Paul Haarhuis | 2                  | 13    |
| Paul Haarhuis   | 09/05/1994 - 05/06/1994 | Byron Black   | 4                  | 17    |